# Щербина, Алексей Романович
Алексей Романович Щерби́на (укр. Олексій Романович Щербина; 1898—1984) — советский хозяйственный деятель, председатель колхоза имени Чкалова Новомосковского района Днепропетровской области УССР.

## Биография
Родился в 1898 году в селе Николаевка (ныне Новомосковский район, Днепропетровская область, Украина). Участвовал в партизанском движении во время Гражданской войны на территории современной Украины.
В 1927 году был организатором и руководителем первой на территории современного Новомосковского района сельскохозяйственной коммуны «Днепрельстан». В 1929 году вступил в ВКП(б).
В 1941—1942 годах — председатель одного из колхозов в Ростовской области. В 1942 году эвакуировал этот колхоз в Актюбинскую область Казахской ССР, работал секретарем партийной организации колхоза.
С апреля 1944 по 1956 год — председатель колхоза имени Чкалова села Николаевки Новомосковского района Днепропетровской области. Организатор специализированных сельскохозяйственных бригад по направлениям сельскохозяйственного производства.
В 1948 году колхоз имени Чкалова собрал в среднем по 30,2 центнеров пшеницы с каждого гектара с участка площадью в 130 гектаров. В 1949 году удостоен звания Героя Социалистического Труда и в 1951 году — Сталинской премии «за выведение гибридов кукурузы „Первенец“ и „Успех“ и разработку системы мероприятий по получению высоких урожаев этой культуры».
Депутат ВС УССР 4-го созыва. Член Ревизионной комиссии ЦК КПУ (1954—1960).
После выхода на пенсию проживал в селе Губиниха (Новомосковский район, Днепропетровская область), где скончался 5 февраля 1984 года.

## Награды
- Герой Социалистического Труда (указ Президиума Верховного Совета СССР от 4 марта 1949 года)
- орден Ленина
- Сталинская премия третьей степени (1951) — за выведение гибридов кукурузы «Первенец» и «Успех» и разработку системы мероприятий по получению высоких урожаев этой культуры.